# Liste der Biografien/To
Liste der Biografien |
Portal Biografien |
Personensuche
# |
A |
B |
C |
D |
E |
F |
G |
H |
I |
J |
K |
L |
M |
N |
O |
P |
Q |
R |
S |
T |
U |
V |
W |
X |
Y |
Z |
?
 
Ta |
Tc |
Te |
Tf |
Tg |
Th |
Ti |
Tj |
Tk |
Tl |
Tm |
To |
Tq |
Tr |
Ts |
Tu |
Tv |
Tw |
Tx |
Ty |
Tz
 
Toa |
Tob |
Toc |
Tod |
Toe |
Tof |
Tog |
Toh |
Toi |
Toj |
Tok |
Tol |
Tom |
Ton |
Too |
Top |
Toq |
Tor |
Tos |
Tot |
Tou |
Tov |
Tow |
Tox |
Toy |
Toz
Die Liste der Biografien führt alle Personen auf, die in der deutschsprachigen Wikipedia einen Artikel haben. Dieses ist eine Teilliste mit 12 Einträgen von Personen, deren Namen mit den Buchstaben „To“ beginnt.

## To
- To Bata, George (1925–1995), papua-neuguineischer Geistlicher und römisch-katholischer Weihbischof in Rabaul
- Tô Lâm (* 1957), vietnamesischer Politiker und StaatspräsidentTô Lâm (* 1957)

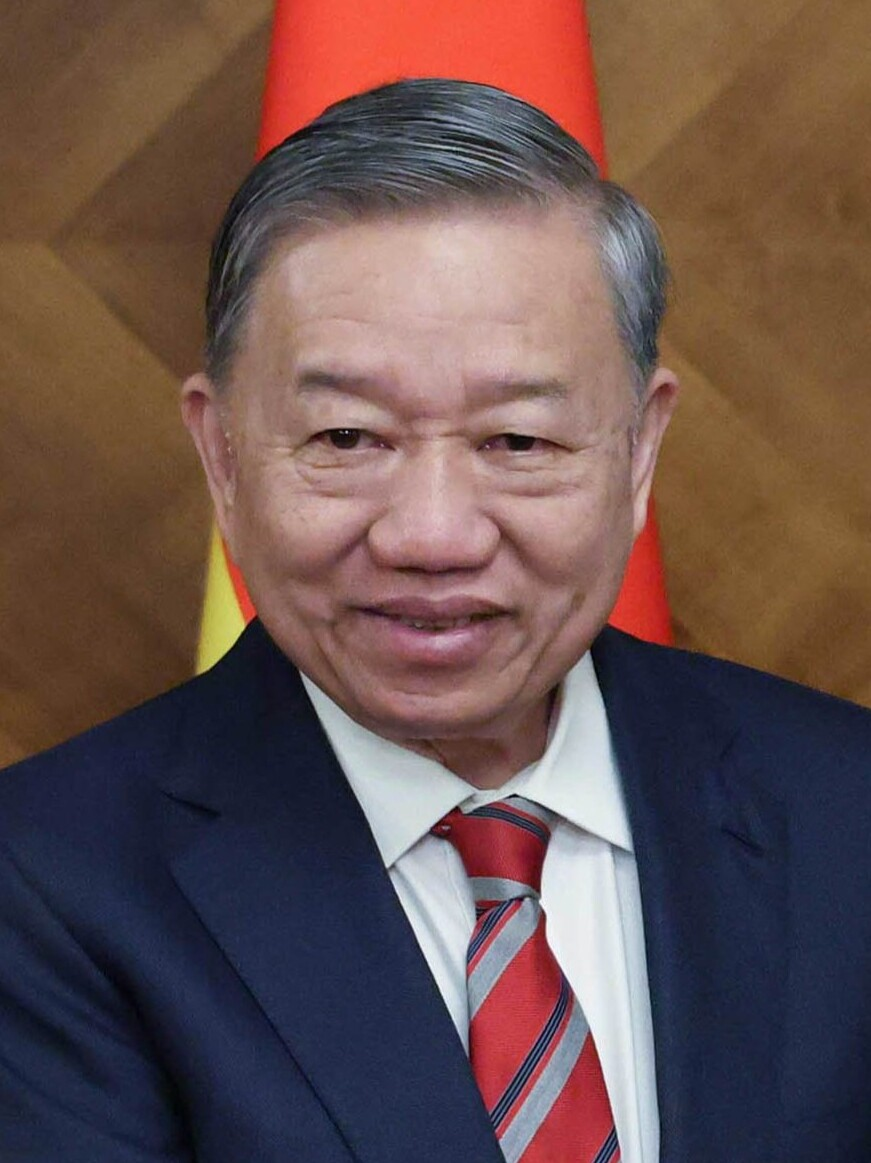
Tô Lâm (* 1957)

- To Rot, Peter (1912–1945), Katechet und Märtyrer aus Papua
- Tô Văn Vũ (* 1993), vietnamesischer Fußballspieler
- To Wang (1797–1887), mongolischer Prinz und Reformer
- Tô, Hoài (1920–2014), vietnamesischer Schriftsteller und Journalist
- Tố, Hữu (1920–2002), vietnamesischer Politiker und Schriftsteller
- To, Johnnie (* 1955), chinesischer Regisseur und Produzent
- To, Kenneth (1992–2019), chinesisch-australischer Schwimmer
- Tô, Ngọc Vân (1906–1954), vietnamesischer Maler
- To, Wai Lok (* 1979), hongkong-chinesischer Sprinter
- To, Yu-ho (1905–1982), koreanischer prähistorischer Archäologe